# Delfi-C3
Delfi-C3 (conosciuto anche come OSCAR 64 e DO-64) è un satellite olandese. È stato progettato e costruito dall'Università tecnica di Delft come dimostratore tecnologico e per essere usato come satellite radioamatoriale.

## Missione
Si tratta di un nanosatellite costruito seguendo le specifiche dello standard CubeSat 3U. È stato realizzato da studenti ed è equipaggiato con celle solari a pellicola sottile e un trasponder lineare a 40 kHz per l'attività radioamatoriale.
È stato lanciato il 28 aprile 2008 con un vettore indiano PSLV assieme ai satelliti Cartosat-2A, CanX 2, CUTE-1.7 + APD II, AAUSAT-II, COMPASS-1, SEEDS 2 e Rubin 8 e posizionato in orbita terrestre bassa. In quanto satellite per radioamatori, è noto anche come OSCAR 64.